# Ультиматум Борна (фільм)
«Ультиматум Бо́рна» (англ. The Bourne Ultimatum) — фільм 2007 року.
Сценарій фільму написано за мотивами книги Роберта Ладлама. Фільм є продовженням фільмів «Ідентифікація Борна» і «Перевага Борна», третьою історією про Джейсона Борна, колишнього співробітника ЦРУ, професійного вбивцю, що втратив пам'ять. Наступними фільмами стали спін-оф «Спадок Борна» (2012) та продовження «Ультиматум…» — «Джейсон Борн» (2016).
Лауреат премій Оскар 2008 року в номінаціях «Найкращий монтаж», «Найкращий звук» і «Найкращий монтаж звуку». На 18 вересня 2018 року фільм займав 240-у позицію у списку 250 найкращих фільмів за версією IMDb.

## Сюжет
Джейсон Борн намагається сховатися в Москві від переслідування міліціонерів і вночі вривається в аптеку, щоб обробити рану, але там його знаходять двоє міліціонерів. Обеззброївши одного з них, Борн жаліє другого і йде. Потім агент приїжджає в Париж, де знаходить брата Марії та розповідає про її вбивство.
Журналіст Guardian Саймон Росс веде розслідування справи Джейсона Борна. В Турині Росс зустрічається з людиною, яка знає все про Борна. Той потайки розповідає йому про секретну операцію «Блекбрайар», про яку невдачливий Росс розповідає згодом своєму редакторові по телефону. ЦРУ перехоплює його дзвінок і, почувши назву надсекретної операції, вирішує, що Росс представляє велику небезпеку. Ноа Восен, заступник директора ЦРУ, наказує встановити за Россом постійне стеження, щоб з'ясувати, хто його інформатор. Тим часом Борн, прочитавши в газеті статтю про себе, призначає Россу зустріч на вокзалі «Ватерлоо» в Лондоні. Борн розуміє, що за Россом стежать і його телефон прослуховують, і веде себе конспіративно. Йому вдається врятувати Росса від нападу агентів, але в останній момент він все-таки показує своє обличчя камері відеоспостереження. Восен бачить Борна і Росса разом і, вирішивши, що Борн і є інформатор, наказує «спецу»-кілеру вбити обох. Росс, порушуючи наказ Борна, вибігає з укриття і тут же отримує кулю в голову зі снайперської ґвинтівки.
Борн забирає всі речі Росса і за ними виходить на Ніла Деніелса, голову відділення ЦРУ в Мадриді. Тим часом Памела Ленді приходить до висновку, що Борн ніяк не може бути інформатором Росса, оскільки, після розмови журналіста з редактором, він збирався зустрітися з інформатором у Турині. Перевіривши телефони співробітників, вони приходять до висновку, що інформатором є Деніелс. Агенти в Турині відправляються на його квартиру. Але Борн прибуває туди першим, знешкоджує агентів, зустрічає Нікі Парсонс, але Деніелса там не виявляє. Парсонс допомагає Борну і тікає з ним, поки не прибуло підкріплення. Борн телефонує у поліцію і повідомляє, що чув постріли і крики поруч з офісом Деніелса. Щойно прибуле підкріплення ЦРУ затримують місцеві поліцейські.
Сам Ніл Денієлс їде до Танжеру. Він чекає, коли в місцевий банк надійдуть його кошти. Восен посилає «спеца» вбити Деніелса. В потрібний момент рахунок Деніелса «розморожують» і той, нічого не підозрюючи, відправляється в банк. Борн намагається запобігти смерті Деніелса, але не встигає. Зрозумівши, що Борн і Парсонс там само і діють заодно, Восен наказує «спецу» вбити обох. Ленді категорично проти цього, і вона влаштовує скандал. Борну ж у довгому єдиноборстві вдається вбити «спеца» і повідомити від його імені в ЦРУ, що завдання нібито виконано, і обидві цілі мертві, таким чином вигравши час. Нікі, змінивши зачіску, їде, а Борн продовжує своє розслідування.
Незабаром ЦРУ перехоплює дзвінок Борна Памелі Ленді, в якому він дає зрозуміти, що знаходиться в Нью-Йорку, причому недалеко від відділення. Восен наказує оточити прилеглі квартали. Ленді повідомляє Борну його справжнє ім'я — Девід Вебб — і дату народження, яка насправді виявляється шифровкою. Ленді отримує SMS-повідомлення від Борна, яке тут же перехоплюється. У повідомленні Борн призначає Памелі зустріч на одній з площ Нью-Йорка. Туди вирушають всі місцеві спецпідрозділи. На місце зустрічі прибувають усі, крім Борна. Борн в цей час проникає в кабінет Восена і краде звідти всі документи, пов'язані з Джейсоном Борном і операцією «Блекбрайар». Борна переслідує група агентів і «спец». У ході автопогоні Борн виживає, а «спец» виявляється важко пораненим. Борн цілиться в нього, але не стріляє. Відбившись від переслідування, він зустрічається з Памелою за адресою, вказаною в шифровці. Це адреса клініки, де проводилася підготовка агентів «Тредстоуна», в тому числі і Джейсона Борна. Борн передає документи Ленді, і вона по факсу відправляє всі документи в пресу.
Останньою справою Борн відвідує доктора Альберта Хьорша, який розробив програму підготовки агентів. Зустріч з ним допомагає Борну згадати все. Виявляється, Девід Вебб сам добровільно вирішив стати Джейсоном Борном — професійним вбивцею, який працює на ЦРУ.
Тим часом агенти вриваються в будинок і переслідують Борна. Разом з ними і вцілілий «спец». Коли Борн прорвався на дах, «спец» упіймав його на приціл. Борн намагається його напоумити, «спец» сумнівається і опускає зброю. Але Восен, зрозумівши, що його кінець близький, вирішує сам розправитися з Борном. Він стріляє в Джейсона в той момент, коли той стрибає з даху 10-поверхового будинку в річку.
Через кілька днів Нікі Парсонс дивиться новини по телевізору, в яких повідомляється, що проект «Блекбрайар» викрито, Хьорша і Восена заарештовано, а про долю Джейсона Борна нічого не відомо. «Він впав у річку з висоти 10-го поверху, проте триденні пошуки тіла так ні до чого і не призвели». Нікі посміхається, розуміючи, що Борну вдалося вижити. В останньому кадрі показують Борна, який випливає під водою з місця падіння.

## В ролях
- Метт Деймон — Джейсон Борн (Девід Веб)
- Девід Стретейрн — Ноа Восен
- Джоан Аллен — Памела Ленді
- Джулія Стайлз — Нікі Парсонс
- Патрік Консідайн — Саймон Рос
- Альберт Фінні — Лікар Альберт Герш
- Скотт Гленн — Езра Крамер
- Колін Стінтон — Ніл Деніелс
- Джой Анса — Деш Буксані
- Едгар Рамірес — Паз
- Том Галлоп — Том Кронін
- Корі Джонсон — Віллс

## Нагороди
- Премія «Оскар»
  - 2008 — Найкращий звук
  - 2008 — Найкращий монтаж
  - 2008 — Найкращий монтаж звуку
- Премія «Британська академія»
  - 2008 — Найкращий звук
  - 2008 — Найкращий монтаж
- Премія «Гільдія кіноакторів»
  - 2008 — Найкращий каскадерський ансамбль в фільмах

### Номінації
- Премія «Mtv Movie Awards»
  - 2008 — Найкращий актор «Мет Деймон»
  - 2008 — Найкраща бійка
- Премія «Британська академія»
  - 2008 — Найкращий режисер «Пол Ґрінрас»
  - 2008 — Найкраща операторська робота
  - 2008 — Найкращі візуальні ефекти
  - 2008 — Найкращий британський фільм
- Премія «Кинонагороди Mtv-Росія»
  - 2008 — Найкращий іноземний фільм

## Касові збори
Під час показу в Україні, що розпочався 23 серпня 2007 року, протягом перших вихідних фільм демонстрували на 64 екранах, що дозволило йому зібрати $273,780 і посісти 1 місце в кінопрокаті того тижня. Фільм продовжував очолювати український кінопрокат і наступного тижня, адже все ще демонструвався на 64 екранах і зібрав за ті вихідні ще $135,142. Загалом фільм в кінопрокаті України зібрав $624,071, посівши 26 місце серед найбільш касових фільмів 2007 року. Ультиматум Борна заробив у перший вікенд прокату $69,2 мільйона, що на той час було найвищим показником серпневих прем'єрних вихідних, випередивши «Годину пік 2». Фільм утримував цей рекорд протягом семи років, поки його не обігнали «Вартові Галактики» у 2014 році. На кінець прокату фільм зібрав загалом $227,4 мільйона у США та $215,3 мільйона на закордонних ринках, що склало $442,8 мільйона у світі, що зробило його найкасовішим фільмом серії.

## Цікаві факти
- Початок фільму, а саме де Борн знаходиться в Москві, знімали насправді в Берліні.
- Знімальна група фільму налічувала 250 осіб, отже при перельотах доводилося фрахтувати окремий літак.
- Щоб зняти погоню на вулицях Танжера, камери підвісили на кабель, протягнутий над дахами будинків.
- Сцена, в якій Борн запитує Ніккі про своє минуле знімалася на шосе на північному заході від Мадрида.
- Знімальній групі не вдалося закрити хоча б ненадовго вокзал Ватерлоо, тому в кадрі видно, що пішоходи розглядають і показують пальцями на знімальну камеру.
- Серед файлів, які Борн краде з офісу ЦРУ, є файл ліквідованого агента, на якому стоїть фото актора Річарда Чемберлена, який виконав роль Борна в телепостановці 1988 року.
- Коротку погоню і аварії в центрі Нью-Йорка знімали шість тижнів.
- На книжковій полиці в кабінеті Восена можна побачити автобіографію президента США-демократа Білла Клінтона «Моє життя».
- Під час сцени в Нью-Йоркському офісі ЦРУ на одному з комп'ютерів можна побачити зображення Дональда Рамсфельда, міністра оборони США в 70-і і 2000 роки, республіканця.
- Коли Ленд переглядає «Оперативну справу» Борна з архівів Тредстоуна, то там виявляється запис про вбивство Володимира Невського. Хоча в другій частині (Перевага Борна) Ніколет, яка, напевно, читала, а може й сама складала цю справу, не знала про це завдання. Також і сама Ленд, під час сцени в готелі, тільки припускала, що Невського могла вбити не дружина. Та й начальник всього ЦРУ на раді говорить, що Невського вбила дружина.
- Після закінчення фільму, під час фінальних субтитрів, у комп'ютерній анімації на тлі англомовної пісні Moby, і в оточенні англійських субтитрів, з'являється напис кирилицею «Лондон».